# Bellevalia pelagica
Bellevalia pelagica là một loài thực vật có hoa trong họ Măng tây. Loài này được C.Brullo, Brullo & Pasta mô tả khoa học đầu tiên năm 2009.